# Németh Béla (filológus)
Németh Béla Elek (Békéscsaba, 1942. július 3. – Debrecen, 2023. március 1.) magyar klasszika-filológus, egyetemi oktató, a nyelvtudományok kandidátusa, műfordító.

## Élete
A Lehel Vezér Gimnáziumban érettségizett 1960-ban Jászberényben. Egyetemi tanulmányait a debreceni Kossuth Lajos Tudományegyetemen végezte Borzsák István tanítványaként magyar-latin szakon (melyhez később az ógörögöt is felvette). Egyetlen munkahelye a Klasszika-filológiai Tanszék volt. 1968-ban a doktori, 1995-ben a nyelvtudományok kandidátusa címet szerezte meg.
Fő kutatási területe a köztársaság kori és aranykori irodalom, elsősorban Catullus költészete. Ő vezette be az ikerversek fogalmat Catullusnál, ezek a publikációk az Acta Classica Universitatis Scientiarum Debreceniensis folyóiratban jelentek meg többnyire angol nyelven. Baráti szálak fűztékJerzy Danielewicz lengyel tudóshoz, kapcsolata volt Francis Cairns angol professzorral is. Foglalkozott a görög költészettel, filozófiával és a magyarországi latinsággal. Szenvedélyesen szerette a nyelveket (legtöbb európai nyelven tudott társalogni), a lengyeleket és a kóruséneklést.

## Szövegkiadásai
1. Ovidius: Fasti (társszerzővel), Bp. 1982 (szövegkiadás latinból, kommentárral – Auctores Latini XIX.
2. Vergilius: Aeneis VII - XII (társszerzőkkel), Bp. 1987 (szövegkiadás latinból, kommentárral – Auctores Latini XXII.
3. A Pellai Poszeidipposz Epigrammái Bp. 2005 (ógörög szöveg kiadása metrumhű fordítással)
4. Metaforák és gondolatok Hérakleitosz hagyatékában, Bp. 2013 (ógörög szöveg kiadása kommentárral)
5. Nicolaus Sinai: Cogitationes in M. Minucii Felicis Octavium, Debrecen 2008 (latin szöveg kiadása kéziratból)

### Hosszabb műfordításai ógörögből és latinból
1. Szövegek a Hippokratészi Gyűjteményből Bp.1991. 91 – 160 (fordítás ógörögből)
2. M. Tullius Cicero: Manilius törvényjavaslata érdekében (fordítás latinból)
In: Cicero válogatott művei Bp. 1974
3. Arkhilokhosz: Találkozás (Kölni epodosz, a papirusz első metrumhű fordítása ógörögből) Antik Tanulmányok
4. Oláh Miklós: Hungária Bp. 1976 stb. 2000 11-51, 101-118 (fordítás újlatinból)
5. A Pellai Poszeidipposz Epigrammái Bp. 2005 (ógörög szöveg kiadása metrumhű fordítással)
6. Sinai Miklós: Elmélkedések M. Minucius Felix Octaviusához Debrecen 2008 (a kiadott latin szöveg fordítása)

### Műfordítás lengyel nyelvből
1. Tadeusz Różewicz: Zuhanás